# Edmund od Langleyja, 1. vojvoda od Yorka
Edmund od Langleyja, 1. vojvoda od Yorka, KG (5. lipnja 1341. - 1. kolovoza 1402.) bio je četvrti preživjeli sin engleskoga kralja Eduarda III. i Philippe od Hainaulta. Poput mnogih srednjovjekovnih engleskih prinčeva, Edmund je svoj nadimak stekao po svomu rodnom mjestu, palači Kings Langley u Hertfordshireu. Osnivač je kuće York, a brakom njegova mlađeg sina, Richarda od Conisburgha, 3. grofa od Cambridgea, s Anne de Mortimer, praunukom Edmundova starijeg brata Lionela od Antwerpena, 1. vojvode od Clarencea, kuća York polagao je pravo na englesko prijestolje u Ratovima ruža. Druga strana u Ratovima ruža, vladajuća Kuća Lancaster, nastala je od potomaka Edmundova starijeg brata Johna od Gaunta, 1. vojvode od Lancastera, trećeg sina Eduarda III.

## Mladost
Nakon smrti njegova kuma, grofa od Surreyja, Edmund je dobio grofove zemlje sjeverno od Trenta, prvenstveno u Yorkshireu. Godine 1359. pridružio se ocu, kralju Eduardu III., u neuspješnom vojnom pohodu u Francusku, a vitezom podvezice postao je 1361. U dobi od dvadeset i jedne godine, 1362., otac ga je imenovao grofom od Cambridgea.

## Vojna karijera
Edmund je 1370-ih sudjelovao u nekoliko vojnih pohoda u Francusku. Godine 1369. doveo je svitu od 400 oružnika i 400 strijelaca pod zapovjedništvom Johna Hastingsa, 2. grofa od Pembrokea, u pohodima u Bretanji i Angoulêmeu. Sljedeće se godine prvo pridružio Pembrokeu u pohodu za pomoć tvrđavi Belle Perche, a zatim je pratio svoga najstarijeg brata Edwarda, Crnog Princa, u pohodu koji je rezultirao opsadom i pljačkom Limogesa. Godine 1375. otplovio je s grofom od Marcha kako bi pružili pomoć Brestu, ali nakon početnog uspjeha, proglašeno je primirje.
Engleski su izaslanici 1370-ih sklopili savez s portugalskim kraljem Ferdinandom I., u kojemu je Portugal obećao napasti Kastilju s lankasterskom vojskom. Kao posljedica Karolininog rata u Francuskoj, John od Gaunta bio je prisiljen odgoditi invaziju na Kastilju. Edmund je 1381. napokon poveo neuspješan pohod s ciljem osiguranja Gauntova prava na Kastilju, pridruživši se kralju Ferdinandu u napadu na Kastilju u sklopu Fernandinskih ratova. Nakon mjeseci neodlučnosti, ponovno je proglašen mir između Kastilje i Portugala, a Edmund je morao povesti svoje nezadovoljne trupe kući.
Edmund je 12. lipnja 1376. imenovan zapovjednikom dvorca Dover i čuvarom Pet luka i obnašao je dužnost do 1381. Imenovan je vojvodom od Yorka, 6. kolovoza 1385. Edmund je djelovao kao čuvar kraljevine 1394./95. godine kada je njegov nećak, engleski kralj Rikard II., vodio pohod u Irskoj i predsjedavao Parlamentom 1395. Također je bio čuvar kraljevine 1396. tijekom kratkog kraljeva posjeta Francuskoj kako bi doveo svoju mladu, dijete Izabelu od Valoisa. Vojvoda je ostavljen kao čuvar kraljevine u ljeto 1399. godine kada je Rikard II. otišao u još jedan produženi pohod u Irsku. Krajem lipnja te godine prognani Henry Bolingbroke stigao je u Bridlington u Yorkshireu. Podigao je vojsku da se odupre Bolingbrokeu, a zatim se odlučio pridružiti mu se, za što je bio dobro nagrađen. Nakon toga ostao je lojalan novom lankasterskom režimu, nakon što je Bolingbroke svrgnuo Rikarda II. te postao kralj Henrik IV.

## Kasniji život
Oporuka Rikarda II. iz 1399. odnosi se na njegova nasljednika bez imenovanja, dok je Edmunda imenovao jednim od izvršitelja. Neki vjeruju da je Rikard namjeravao Edmunda učiniti svojim nasljednikom unatoč jačem pravu Henryja od Bolingbrokea i Edmunda Mortimera. To nije bilo zbog preferencija koje je Richard imao prema Edmundu, već zbog želje da kralj postavi Edmundova sina Edwarda na prijestolje. Pred kraj svoga života, 1399., na kratko je imenovan čuvarom Zapadne Marke. Osim toga, od 1399. nadalje povukao se iz javnog života.
Edmund od Langleyja umro je u svom rodnom mjestu i pokopan je u Prioratu King's Langley; međutim, njegova grobnica preseljena je u obližnju crkvu Svih svetih u Kings Langleyu, 1575. godine, nakon što je samostan raspušten. Kad je grobnica ponovno premještena tijekom restauratorskih radova 1877. godine, unutra su pronađena tri tijela, jedno muško i dva ženska. Njegovo je vojvodstvo prešlo na njegova najstarijeg sina, Edwarda. Bio je posljednji od svoje braće i sestara koji su umrli i od svih njih živio je najduže.

## Ženidba
Langleyjeva prva supruga Isabella bila je kći kastiljskog kralja Petra i Marije de Padilla. Bila je i sestra infante Constance od Kastilje, druge supruge Langleyjeva brata Johna od Gaunta.
Imali su dva sina i kćer:
- Edward od Norwicha, 2. vojvoda od Yorka (oko 1373. - 25. listopada 1415.), ubijen u boju u bitci kod Agincourta.
- Constance od Yorka (oko 1374. - 28. studenoga 1416.), prabaka kraljice Anne Neville.
- Richard od Conisburgha, 3. grof od Cambridgea (oko 20. srpnja 1385. - 5. kolovoza 1415.), kojeg je zbog izdaje pogubio Henrik V. Bio je predak kraljeva Eduarda IV., Eduarda V. i Rikarda III. iz Kuće York i svih sljedećih engleskih monarha počevši od kralja Henrika VIII., čija je majka, Elizabeth od Yorka, bila njegova praunuka.

Nakon Isabelline smrti 1392. godine, Langley se oženio svojom drugom rođakinjom Joan Holland, čiji je pradjed Edmund od Woodstocka, 1. grof od Kenta, bio polubrat Langleyjeva djeda Eduarda II.; ona i Langley tako su potjecali od kralja Eduarda I. Mlada Joan bila je unuka njegove pokojne šogorice Joan od Kenta. Iz ovog braka nije bilo potomstva.

## Shakespeareov Vojvoda od Yorka
Edmund, 1. vojvoda od Yorka, glavni je lik Shakespeareova Rikarda II. U predstavi, Edmund daje ostavku na mjesto savjetnika svoga nećaka Rikarda II., ali nerado izdaje kralja. Na kraju pristaje stati na stranu Henryja Bolingbrokea kako bi mu pomogao povratiti zemlje koje je Rikard oduzeo nakon smrti Bolingbrokeova oca, Johna od Gaunta. Nakon što Bolingbroke smijeni Rikarda i okruni se za Henrika IV., Edmund otkrije zavjeru njegovog sina Aumerlea o atentatu na novog kralja. Edmund razotkrije zavjeru, ali njegova supruga Isabella uvjerava Henrika da pomiluje sina.

## Vanjske poveznice
- Za grobove Edmunda od Langleya i Izabele Kastiljske, vidi 'Friaries: King's Langley priory', A History of the County of Hertford: svezak 4 (1971.), str. 446–451.

| Edmund of LangleyDinastija PlantagenetRođ. 5. lipnja 1341. Umr. 1. kolovoza 1402. |                                 |                                |
| Političke dužnosti                                                                |                                 |                                |
| prethodnik Sir Thomas Reines                                                      | Lord čuvar Pet luka 1376.–1381. | nasljednik Sir Robert Assheton |
| prethodnik Lord Beaumont                                                          | Lord čuvar Pet luka 1396.–1398. | nasljednik Markiz od Dorseta   |
| Pravosudne dužnosti                                                               |                                 |                                |
| prethodnik Sir John Holland                                                       | Sudac od Chestera 1385.–1387.   | nasljednik Vojvoda od Irske    |
| Englesko plemstvo                                                                 |                                 |                                |
| Nova kreacija                                                                     | Vojvoda od Yorka 1385.–1402.    | nasljednik Edward od Norwicha  |
| Nova kreacija                                                                     | Grof od Cambridgea 1362.–1402.  | nasljednik Edward od Norwicha  |